# Fernando Rodney
Fernando Rodney (nacido el 18 de marzo de 1977 en Samaná) es un lanzador relevista dominicano-estadounidense que juega para los Leones de Yucatán en la (LMB). Anteriormente jugó en las Grandes Ligas para varios equipos.
Rodney lanza una bola rápida a 95 millas por hora y un cambio en por debajo de las 80.

## Ligas menores
Rodney fue firmado por los Tigres de Detroit como amateur en 1997. Pasó de 1999 a 2003 en las ligas menores, pasando de la Gulf Coast League a la International League. Rodney se sometió a una cirugía Tommy John después de la temporada 2003 (la cual pasó en las ligas menores). Pasó la temporada 2004 recuperándose y no pudo hacer el roster de los Tigres el día después de los entrenamientos de primavera de 2005.

## Grandes Ligas

### Detroit Tigers

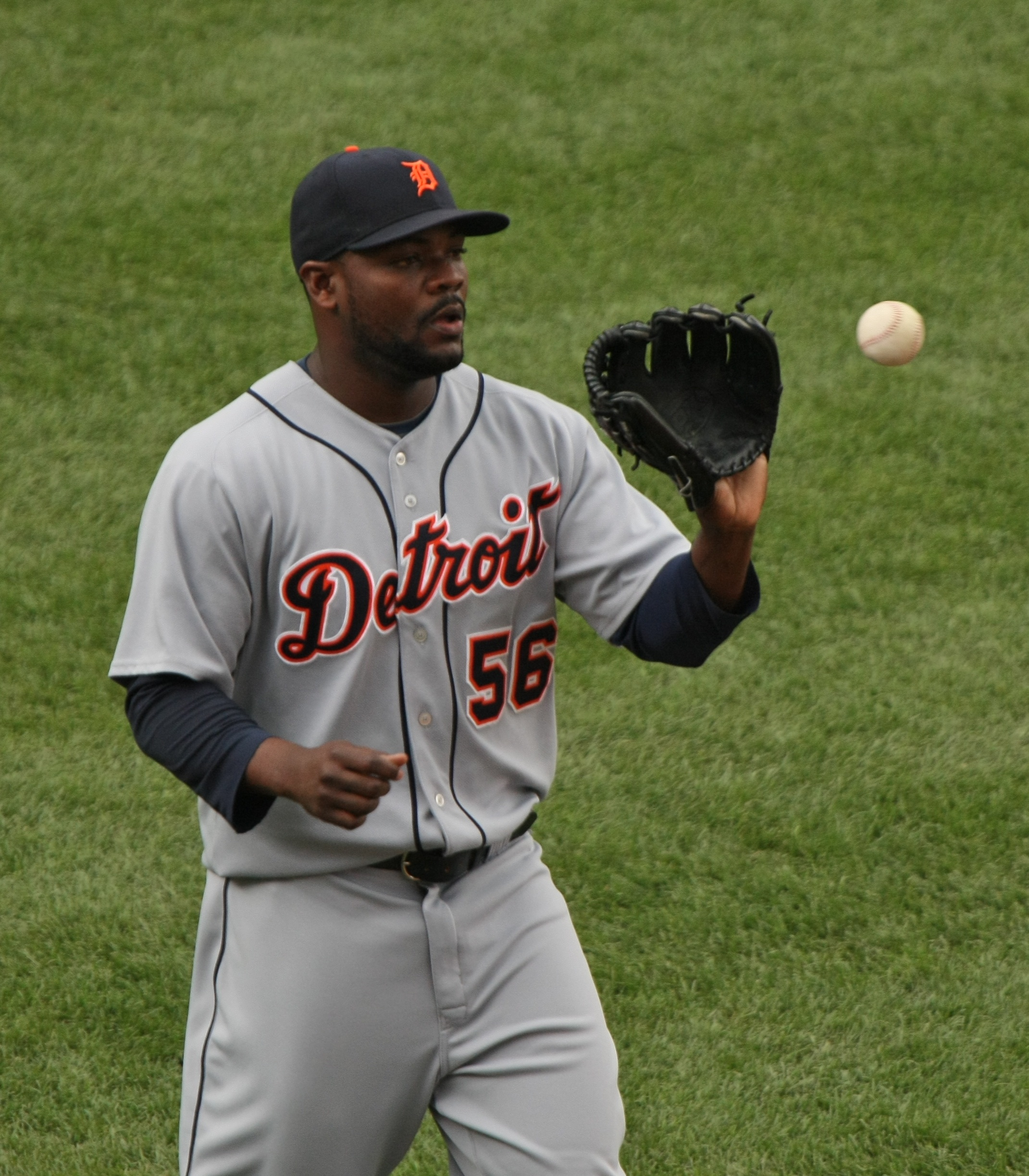
Rodney lanzando para los Tigres de Detroit en 2009.

Rodney hizo su debut en las Grandes Ligas en 2002 a la edad de 25 años y dividió su tiempo de juego entre el equipo de Triple-A, Toledo Mud Hens y los Tigres de Detroit de 2002 a 2005.
En 2005, Rodney se convirtió en el cerrador de los Tigres después de que Troy Percival fuera retirado con una lesión en el brazo y su reemplazo, Kyle Farnsworth, fuera traspasado a mitad de temporada a los Bravos de Atlanta. Fue llamado desde Toledo después de que Farnsworth fue cambiado, entonces se instaló en el papel de cerrador, registrando nueve salvamentos en 39 apariciones, durante las cuales acumuló una efectividad de 2.86.
Cuando los Tigres firmaron el taponero Todd Jones durante la temporada baja del 2006, Rodney fue colocado en el rol de preparador/relevista intermedio. Rodney adoptó el rol mientras los Tigres procedían a tener su temporada más exitosa en la historia reciente.
El 3 de julio de 2006, en el McAfee Coliseum en Oakland, California, Justin Verlander, Joel Zumaya y Rodney cada uno lanzó múltiples bolas rápidas registradas en más de 100 mph, convirtiéndose en la primera vez en la historia de MLB que tres lanzadores, en el mismo equipo, lo habían hecho durante un juego, convirtiendo a los Tigres de Detroit en el primer equipo de Grandes Ligas en tener tres lanzadores, con lanzamientos por encima de las 100 millas por hora en una temporada.
Rodney comenzó el 2008 en la lista de lesionados con tendinitis en el hombro. Volvió a unirse al club de Grandes Ligas a mediados de junio. El 27 de julio, Rodney fue anunciado como el cerrador de los Tigres, en sustitución de Todd Jones.
Después de la temporada 2009, los Tigres le ofrecieron arbitraje a Rodney, el cual rechazó para buscar un contrato de varios años. Él esperaba ser uno de los cerradores más valioso en el mercado, ya que era "Agente Libre Tipo B", no costaría una selección de los equipos en el draft, sólo una selección adicional en el draft de menor valor. En un principio, se rumoreaba que los Orioles de Baltimore y los Filis de Filadelfia estaban interesados en firmar a Rodney. Pronto se informó que los Angelinos de Anaheim estaban en conversaciones con su agente.

### Los Angeles Angels of Anaheim
El 24 de diciembre de 2009, Rodney firmaó por dos años y $11 millones de dólares con los Angelinos de Los Ángeles de Anaheim. A pesar de que se desempeñó como cerrador para los Tigres de Detroit en 2009, "Rodney esperaba compartir las tareas de preparador con Scot Shields y Kevin Jepsen y de cerrador cuando Brian Fuentes estuviese agotado", según informó el diario Los Angeles Times.
Rodney declaró, "creo que soy un lanzador diferente en situaciones de salvar", refiriéndose a su promedio de efectividad baja en situaciones de salvar. En abril reemplazó al cerrador de los Angelinos Brian Fuentes cuando fue colocado en la lista de lesionados con la espalda lesionada.
Cuando los Angelinos de Los Ángeles de Anaheim negociados a Brian Fuentes el 27 de agosto de 2010 con los Mellizos de Minnesota, tres días más tarde, se anunció oficialmente que Rodney sería el más nuevo cerrador para el mánager Mike Scioscia. El 5 de abril de 2011, Rodney fue reemplazado por Jordan Walden como el cerrador oficial de equipo.
A lo largo de la temporada 2011, Rodney fue muy impopular entre los fanes de los Angelinos, debido a la forma en que usa su gorra y porque ha echado a perder varias ventajas.
A finales de septiembre de 2011, Rodney se vio frustrado por falta acción en los partidos y pidió al gerente general de los Angelinos, Tony Reagins que lo canjeara.

### Tampa Bay Rays
Rodney firmó un contrato de $1,75 millones con los Rays de Tampa Bay para la temporada 2012. Mientras que Kyle Farnsworth estaba en la lista de lesionados de 60 días, Rodney lanzó en el rol de taponero y ha mantenido ese papel. Fue elegido el 6 de julio para participar en su primer Juego de Estrellas. En esa fecha, Rodney habría realizado 24 de 25 oportunidades de salvamento. Al final de la temporada 2012, Rodney había realizado 48 salvamentos, el segundo mejor de la temporada detrás de Jim Johnson de los Orioles de Baltimore. Su efectividad de 0.60 para la temporada fue la más baja para un lanzador de relevo en la historia de la liga.
El 19 de octubre de 2012, Rodney fue seleccionado Comeback Player of the Year de la Liga Americana y Delivery Man of the Year.

### Seattle Mariners

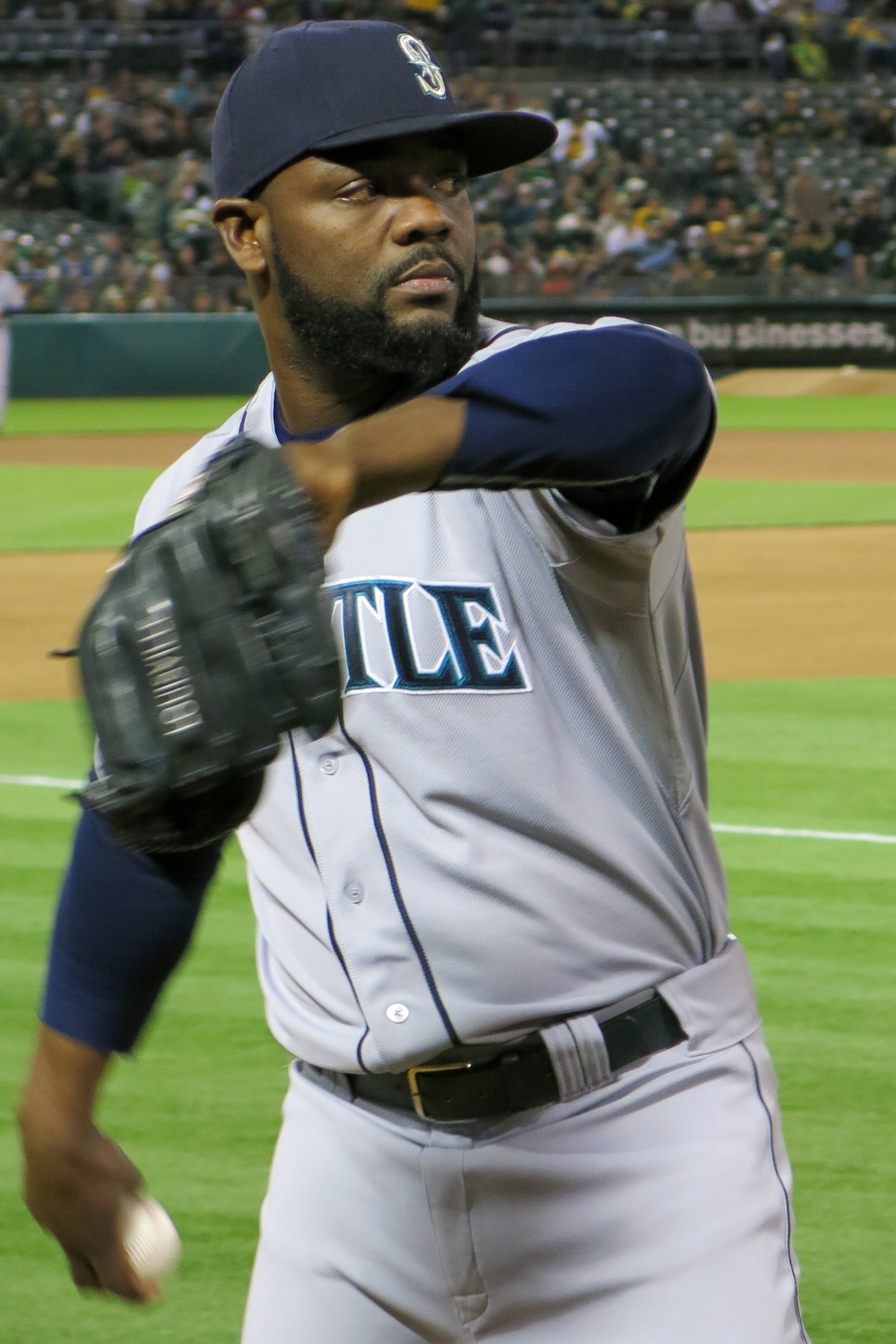
Rodney lanzando con los Marineros de Seattle en 2014.

El 6 de febrero de 2014, firmó un contrato de dos años y $14 millones con los Marineros de Seattle. Luego de liderar la Liga Americana en salvamentos durante la primera mitad de la temporada 2014, fue seleccionado para reemplazar a David Price en el Juego de Estrellas. Finalizó la temporada con 48 salvamentos, superando el anterior récord de la franquicia establecido por Kazuhiro Sasaki con 45.
En 2015, luego de registrar efectividad de 5.68 con apenas 16 salvamentos en 54 juegos, el 22 de agosto de 2015 fue colocado en asignación por los Marineros.

### Chicago Cubs
El 27 de agosto de 2015, Rodney fue transferido a los Cachorros de Chicago a cambio de consideraciones en efectivo. Debutó el 28 de agosto ante los Dodgers de Los Ángeles, lanzando la octava entrada en blanco.

### San Diego Padres
El 4 de febrero de 2016, firmó por un año y $2 millones con los Padres de San Diego. Con su nuevo equipo, registró efectividad de 0.81 y 17 salvamentos en igual número de oportunidades, antes de ser transferido.

### Miami Marlins
El 30 de junio de 2016, Rodney fue traspasado a los Marlins de Miami a cambio de Chris Paddack. Con los Marlins registró efectividad de 5.89 y ocho salvamentos en once oportunidades, para un total de 25 juegos salvados en la temporada.

### Arizona Diamondbacks
El 9 de diciembre de 2016, firmó un contrato de un año y $2.75 millones con los Diamondbacks de Arizona. Registró su primera victoria con el equipo en el Día Inaugural de la temporada 2017 y su primer salvamento un día después, el 5 de abril. El 7 de junio de 2017, se convirtió en el lanzador 42 de la historia en culminar 500 juegos de Grandes Ligas. El 22 de septiembre, se convirtió en el 28° lanzador en registrar 300 salvamentos en Grandes Ligas. Culminó la temporada con 39 salvamentos y 4.23 de efectividad.

### Minnesota Twins
El 15 de diciembre de 2017, los Mellizos de Minnesota firmaron a Rodney por un año y $4,5 millones, con una opción del club para la temporada 2019.

## Trivia
- En su tiempo con los Rays, Rodney se caracterizó por simular disparo de una flecha al jardín central del estadio después de realizar un salvamento como burla o celebración. Esto se hizo muy popular durante el Clásico Mundial de Béisbol 2013 y se utilizó como marca de victoria por los dominicanos.
- Es conocido por llevar la gorra inclinada.